# 克里斯托弗·奥基格博
克里斯托弗·奥基格博（英語：Christopher Okigbo，1932年8月16日—1967年），是尼日利亚伊博族人。奥基格博是一名用英语写作的诗人，对比较文学有一定贡献。奥基格博1932年出生于今尼日利亚阿南布拉州。克里斯托弗·奥基格博是比亚法拉独立的支持者。1967年，奥基格博在尼日利亚内战中战死。